# Pai Air José de Sousa
Air José Souza de Jesus (Salvador, 20 de setembro de 1940), o qual seu nome em iorubá é Bissilolá (oiê dado pelo orixá Oxum, iniciado no Ilê Lajuomim), babalorixá fundador do Terreiro Pilão de Prata.

## Biografia
Air José, é filho de sangue de Tertuliana Sowzer (Tibissê), e filho-de-santo da sua tia Caetana Sowzer (Lajuomim), ambas filhas de Felisberto Sowzer (Oguntoce), que era filho de Julia Martins de Andrade (Xangô Bii), filha de Rodolfo Martins de Andrade (Bamboxê Obiticô).